# Харчовик (Херсон)
Футбольний клуб «Харчовик» або просто «Харчовик»  — радянський футбольний клуб з міста Херсон.

## Історія
Футбольна команда «Харчовик» заснована в Херсоні в 30-х роках XX століття. З моменту заснування виступала в регіональних футбольних змаганнях. У 1938 році клуб дебютував у кубку СРСР. Потім продовжував виступати в чемпіонаті та кубку Херсонської області, допоки його не розформували.

## Досягнення
- Кубок СРСР
  - 1/256 фіналу (1): 1938